# 名犬タンタン
『名犬タンタン』は、藤子不二雄（藤本弘と安孫子素雄）の合作による日本の児童向けSF生活ヒーローギャグ漫画作品。怪力とふしぎな力を持った宇宙犬タンタン（藤本作画）と、勇敢な少年英雄（安孫子作画）、妹みどり（藤本作画）の3人が、暴力団、国際陰謀団、海底人、宇宙怪物などのさまざまな敵を相手に活躍する物語。ごく普通の兄妹の生活の様子と、ヒーロー顔負けの活躍ぶりの両面が描かれる。案は久米みのる（クレジットは連載初期のみ）。
オバQブーム真っ只中の時期から『パーマン』連載中の時期まで、4年間にわたり連載された。自作のアニメ化が続くなど、人気が決定づけられた藤子不二雄の第一次隆盛期ともいえる時代の長期連載で、作品の総ページ数は単行本2冊分におよぶが、2023年現在まで一度も単行本化されたことがなく、読むことが困難な作品となっている。

## 登場人物
※人物名の後ろのアルファベットは「A：安孫子素雄」「F：藤本弘」が作画を担当していることを表す。
タンタン - F
何光年も先のタンタン星からきた犬。タンタン星の犬は人間にやさしくしてもらったときにはじめて力を出すことができる。重機を投げ飛ばす怪力の持ち主。目にも留まらぬスピードで走ることができる。さまざまな粉を口から噴ける。
英雄（ひでお） - A
車にひかれそうになっていたタンタンを、危険をかえりみずに助けに飛び込んだ勇敢な少年。
みどり - F
英雄の妹。タンタンを心配するやさしい少女。
フーマンチュウ - A
黒沼組に命令して長屋を壊そうとした悪の首領。京都の洋風五重タワーに住む。